# Togbui
Le Togbui est l'appellation attribuée aux aînés du royaume d’Adja-tado, en particulier et dans tout le Pays-Adja en général. Togbui en traduction de l'aja-gbe veut dire «  Le premier d'une lignée familiale ». Il a un mot en langue Aja qui s'écrit de la même manière mais qui signifie « grand-père ». Lors de la colonisation, Togbui a pris la signification de « Roi » ou de « chef dignitaire ».
D'autres peuples Ewé de voltat région Ghana et du sud Togo appellent le grand-père Togbui. Ils appellent également le Roi togbui qui était auparavant efiõ. Togbui Roi porte des perles traditionnels et des objets précieux à son bras ce qui le distingue du grand-père. 